# Liga Mundial de Voleibol de 1991
A Liga Mundial de Voleibol de 1991 foi a segunda edição do torneio anual organizado pela Federação Internacional de Voleibol. Foi disputada por dez países, de 17 de maio a 27 de julho. A fase final foi realizada em Milão, na Itália, na qual os anfitriões conquistaram o bicampeonato.

## Fórmula de disputa
Na primeira fase, as dez equipes foram divididas em dois grupos e jogaram quatro vezes contra os adversários do próprio grupo (duas como mandante e duas como visitante). Classificaram-se para a fase final disputada em Milão a Itália (como país-sede), Cuba (como campeã do grupo A), a União Soviética (herdando a vaga da Itália, campeã do grupo B) e os Países Baixos (vice-campeões do grupo A).
Nas semifinais as equipes se enfrentaram em cruzamento olímpico (primeiro colocado de um grupo contra o segundo do outro). Os vencedores disputaram a partida final, que definiu o campeão; os perdedores, a disputa do terceiro lugar.

## Grupos
Equipes que participaram da edição 1991 da Liga Mundial integrando os seguintes grupos:
| Grupo A                                         | Grupo B                                                           |
| ----------------------------------------------- | ----------------------------------------------------------------- |
| Brasil · Canadá · Cuba · França · Países Baixos | Coreia do Sul · Estados Unidos · Itália · Japão · União Soviética |

## Fase intercontinental

### Grupo A
|     |               |     | Jogos | Jogos | Jogos | Sets | Sets | Sets  | Pontos | Pontos | Pontos |
| Pos | Equipe        | Pts | T     | V     | D     | V    | P    | R     | V      | P      | R      |
| --- | ------------- | --- | ----- | ----- | ----- | ---- | ---- | ----- | ------ | ------ | ------ |
| 1   | Cuba          | 31  | 16    | 15    | 1     | 46   | 13   | 3.538 | 849    | 616    | 1.378  |
| 2   | Países Baixos | 28  | 16    | 12    | 4     | 39   | 20   | 1.950 | 784    | 611    | 1.283  |
| 3   | Brasil        | 24  | 16    | 8     | 8     | 32   | 32   | 1.000 | 787    | 809    | 0.973  |
| 4   | França        | 19  | 16    | 3     | 13    | 18   | 42   | 0.429 | 651    | 821    | 0.793  |
| 5   | Canadá        | 18  | 16    | 2     | 14    | 17   | 45   | 0.378 | 677    | 870    | 0.778  |

1ª rodada
| Data |        | Placar |               | 1º Set | 2º Set | 3º Set | 4º Set | 5º Set | Total |
| ---- | ------ | ------ | ------------- | ------ | ------ | ------ | ------ | ------ | ----- |
|      | Cuba   | 3–0    | Países Baixos | 15–9   | 15–10  | 15–12  |        |        | 45–31 |
|      | Cuba   | 3–0    | Países Baixos | 15–8   | 15–3   | 15–10  |        |        | 45–21 |
|      | França | 3–0    | Canadá        | 16–14  | 15–9   | 15–1   |        |        | 46–34 |
|      | França | 3–2    | Canadá        | 12–15  | 11–15  | 15–10  | 15–8   | 15–12  | 68–60 |

2ª rodada
| Data |        | Placar |        | 1º Set | 2º Set | 3º Set | 4º Set | 5º Set | Total |
| ---- | ------ | ------ | ------ | ------ | ------ | ------ | ------ | ------ | ----- |
|      | Brasil | 1–3    | Cuba   | 11–15  | 3–15   | 15–9   | 9–15   |        | 38–54 |
|      | Brasil | 2–3    | Cuba   | 15–6   | 10–15  | 17–15  | 14–16  | 16–18  | 72–70 |
|      | Canadá | 1–3    | França | 8–15   | 14–16  | 15–10  | 9–15   |        | 46–56 |
|      | Canadá | 3–2    | França | 15–12  | 7–15   | 15–11  | 11–15  | 15–13  | 63–66 |

3ª rodada
| Data |        | Placar |               | 1º Set | 2º Set | 3º Set | 4º Set | 5º Set | Total |
| ---- | ------ | ------ | ------------- | ------ | ------ | ------ | ------ | ------ | ----- |
|      | França | 1–3    | Brasil        | 10–15  | 1–15   | 15–7   | 9–15   |        | 35–52 |
|      | França | 1–3    | Brasil        | 7–15   | 15–10  | 7–15   | 12–15  |        | 41–55 |
|      | Canadá | 1–3    | Países Baixos | 5–15   | 15–13  | 12–15  | 8–15   |        | 40–58 |
|      | Canadá | 2–3    | Países Baixos | 5–15   | 15–9   | 17–15  | 6–15   | 16–18  | 59–72 |

4ª rodada
| Data |               | Placar |        | 1º Set | 2º Set | 3º Set | 4º Set | 5º Set | Total |
| ---- | ------------- | ------ | ------ | ------ | ------ | ------ | ------ | ------ | ----- |
|      | Cuba          | 3–0    | Brasil | 16–14  | 15–8   | 15–4   |        |        | 46–26 |
|      | Cuba          | 3–1    | Brasil | 15–11  | 10–15  | 15–9   | 15–13  |        | 55–48 |
|      | Países Baixos | 3–0    | França | 15–10  | 15–3   | 15–10  |        |        | 45–23 |
|      | Países Baixos | 3–0    | França | 15–4   | 15–8   | 15–2   |        |        | 45–14 |

5ª rodada
| Data |        | Placar |               | 1º Set | 2º Set | 3º Set | 4º Set | 5º Set | Total |
| ---- | ------ | ------ | ------------- | ------ | ------ | ------ | ------ | ------ | ----- |
|      | Cuba   | 3–0    | Canadá        | 15–6   | 15–13  | 15–13  |        |        | 45–32 |
|      | Cuba   | 3–0    | Canadá        | 15–6   | 15–11  | 15–8   |        |        | 45–25 |
|      | Brasil | 2–3    | Países Baixos | 16–14  | 11–15  | 11–15  | 15–8   | 7–15   | 60–67 |
|      | Brasil | 0–3    | Países Baixos | 10–15  | 3–15   | 3–15   |        |        | 16–45 |

6ª rodada
| Data |        | Placar |        | 1º Set | 2º Set | 3º Set | 4º Set | 5º Set | Total |
| ---- | ------ | ------ | ------ | ------ | ------ | ------ | ------ | ------ | ----- |
|      | Brasil | 3–0    | França | 15–11  | 16–14  | 15–9   |        |        | 46–34 |
|      | Brasil | 3–1    | França | 15–8   | 17–15  | 9–15   | 17–15  |        | 58–53 |
|      | Canadá | 0–3    | Cuba   | 13–15  | 11–15  | 3–15   |        |        | 27–45 |
|      | Canadá | 1–3    | Cuba   | 16–18  | 15–13  | 4–15   | 7–15   |        | 42–61 |

7ª rodada
| Data |               | Placar |        | 1º Set | 2º Set | 3º Set | 4º Set | 5º Set | Total |
| ---- | ------------- | ------ | ------ | ------ | ------ | ------ | ------ | ------ | ----- |
|      | Países Baixos | 3–1    | Canadá | 15–12  | 10–15  | 15–8   | 15–5   |        | 55–40 |
|      | Países Baixos | 3–0    | Canadá | 15–3   | 15–8   | 15–6   |        |        | 45–17 |
|      | França        | 1–3    | Cuba   | 5–15   | 15–12  | 9–15   | 2–15   |        | 31–57 |
|      | França        | 1–3    | Cuba   | 5–15   | 8–15   | 15–12  | 5–15   |        | 33–57 |

8ª rodada
| Data |        | Placar |               | 1º Set | 2º Set | 3º Set | 4º Set | 5º Set | Total |
| ---- | ------ | ------ | ------------- | ------ | ------ | ------ | ------ | ------ | ----- |
|      | Canadá | 3–1    | Brasil        | 15–11  | 15–11  | 11–15  | 15–6   |        | 56–43 |
|      | Canadá | 1–3    | Brasil        | 15–11  | 8–15   | 15–17  | 16–18  |        | 54–61 |
|      | França | 0–3    | Países Baixos | 13–15  | 5–15   | 9–15   |        |        | 27–45 |
|      | França | 0–3    | Países Baixos | 13–15  | 5–15   | 9–15   |        |        | 27–45 |

9ª rodada
| Data |               | Placar |        | 1º Set | 2º Set | 3º Set | 4º Set | 5º Set | Total |
| ---- | ------------- | ------ | ------ | ------ | ------ | ------ | ------ | ------ | ----- |
|      | Países Baixos | 1–3    | Cuba   | 8–15   | 15–13  | 9–15   | 7–15   |        | 39–58 |
|      | Países Baixos | 3–1    | Cuba   | 15–13  | 7–15   | 15–10  | 17–15  |        | 54–53 |
|      | Brasil        | 3–1    | Canadá | 15–6   | 5–15   | 15–9   | 15–13  |        | 50–43 |
|      | Brasil        | 3–1    | Canadá | 15–6   | 9–15   | 15–7   | 15–11  |        | 54–39 |

10ª rodada
| Data |               | Placar |        | 1º Set | 2º Set | 3º Set | 4º Set | 5º Set | Total |
| ---- | ------------- | ------ | ------ | ------ | ------ | ------ | ------ | ------ | ----- |
|      | Cuba          | 3–0    | França | 15–13  | 15–12  | 17–15  |        |        | 47–40 |
|      | Cuba          | 3–2    | França | 15–10  | 9–15   | 15–6   | 12–15  | 15–11  | 66–57 |
|      | Países Baixos | 3–1    | Brasil | 11–15  | 15–6   | 15–10  | 16–14  |        | 57–45 |
|      | Países Baixos | 2–3    | Brasil | 15–11  | 10–15  | 10–15  | 15–7   | 10–15  | 60–63 |

### Grupo B
|     |                 |     | Jogos | Jogos | Jogos | Sets | Sets | Sets  | Pontos | Pontos | Pontos |
| Pos | Equipe          | Pts | T     | V     | D     | V    | P    | R     | V      | P      | R      |
| --- | --------------- | --- | ----- | ----- | ----- | ---- | ---- | ----- | ------ | ------ | ------ |
| 1   | Itália          | 30  | 16    | 14    | 2     | 46   | 14   | 3.286 | 839    | 614    | 1.366  |
| 2   | União Soviética | 27  | 16    | 11    | 5     | 41   | 24   | 1.708 | 843    | 722    | 1.168  |
| 3   | Estados Unidos  | 22  | 16    | 6     | 10    | 24   | 38   | 0.632 | 727    | 802    | 0.906  |
| 4   | Japão           | 21  | 16    | 5     | 11    | 22   | 38   | 0.579 | 672    | 797    | 0.843  |
| 5   | Coreia do Sul   | 20  | 16    | 4     | 12    | 19   | 38   | 0.500 | 625    | 771    | 0.811  |

1ª rodada
| Data |                | Placar |                 | 1º Set | 2º Set | 3º Set | 4º Set | 5º Set | Total |
| ---- | -------------- | ------ | --------------- | ------ | ------ | ------ | ------ | ------ | ----- |
|      | Estados Unidos | 3–1    | Japão           | 15–9   | 15–13  | 13–15  | 15–11  |        | 58–48 |
|      | Estados Unidos | 3–2    | Japão           | 15–12  | 15–17  | 12–15  | 15–13  | 15–8   | 72–65 |
|      | Coreia do Sul  | 1–3    | União Soviética | 10–15  | 17–15  | 8–15   | 8–15   |        | 43–60 |
|      | Coreia do Sul  | 0–3    | União Soviética | 9–15   | 6–15   | 6–15   |        |        | 21–45 |

2ª rodada
| Data |                 | Placar |               | 1º Set | 2º Set | 3º Set | 4º Set | 5º Set | Total |
| ---- | --------------- | ------ | ------------- | ------ | ------ | ------ | ------ | ------ | ----- |
|      | União Soviética | 3–2    | Itália        | 10–15  | 15–11  | 15–11  | 3–15   | 15–10  | 58–62 |
|      | União Soviética | 2–3    | Itália        | 1–15   | 9–15   | 15–12  | 15–13  | 9–15   | 49–70 |
|      | Japão           | 3–2    | Coreia do Sul | 11–15  | 15–9   | 15–4   | 11–15  | 16–14  | 68–57 |
|      | Japão           | 3–0    | Coreia do Sul | 15–9   | 15–12  | 15–8   |        |        | 45–29 |

3ª rodada
| Data |                 | Placar |        | 1º Set | 2º Set | 3º Set | 4º Set | 5º Set | Total |
| ---- | --------------- | ------ | ------ | ------ | ------ | ------ | ------ | ------ | ----- |
|      | União Soviética | 3–0    | Japão  | 15–9   | 15–5   | 15–12  |        |        | 45–26 |
|      | União Soviética | 3–0    | Japão  | 15–9   | 15–8   | 15–10  |        |        | 45–27 |
|      | Estados Unidos  | 0–3    | Itália | 13–15  | 11–15  | 15–17  |        |        | 39–47 |
|      | Estados Unidos  | 3–2    | Itália | 3–15   | 15–11  | 15–10  | 3–15   | 15–10  | 51–61 |

4ª rodada
| Data |                | Placar |               | 1º Set | 2º Set | 3º Set | 4º Set | 5º Set | Total |
| ---- | -------------- | ------ | ------------- | ------ | ------ | ------ | ------ | ------ | ----- |
|      | Itália         | 3–0    | Japão         | 15–6   | 15–7   | 15–8   |        |        | 45–21 |
|      | Itália         | 3–0    | Japão         | 15–6   | 15–11  | 15–7   |        |        | 45–24 |
|      | Estados Unidos | 1–3    | Coreia do Sul | 10–15  | 13–15  | 15–13  | 7–15   |        | 45–58 |
|      | Estados Unidos | 3–0    | Coreia do Sul | 15–3   | 15–7   | 15–11  |        |        | 45–21 |

5ª rodada
| Data |                 | Placar |                | 1º Set | 2º Set | 3º Set | 4º Set | 5º Set | Total |
| ---- | --------------- | ------ | -------------- | ------ | ------ | ------ | ------ | ------ | ----- |
|      | Itália          | 3–0    | Coreia do Sul  | 15–13  | 15–3   | 15–7   |        |        | 45–23 |
|      | Itália          | 3–0    | Coreia do Sul  | 15–12  | 15–9   | 15–11  |        |        | 45–32 |
|      | União Soviética | 3–0    | Estados Unidos | 15–10  | 15–4   | 15–5   |        |        | 45–19 |
|      | União Soviética | 3–1    | Estados Unidos | 15–1   | 15–10  | 13–15  | 15–6   |        | 58–32 |

6ª rodada
| Data |        | Placar |                 | 1º Set | 2º Set | 3º Set | 4º Set | 5º Set | Total |
| ---- | ------ | ------ | --------------- | ------ | ------ | ------ | ------ | ------ | ----- |
|      | Itália | 3–0    | Estados Unidos  | 15–7   | 15–9   | 15–10  |        |        | 45–26 |
|      | Itália | 3–0    | Estados Unidos  | 17–15  | 15–9   | 15–10  |        |        | 47–34 |
|      | Japão  | 1–3    | União Soviética | 15–12  | 8–15   | 7–15   | 3–15   |        | 33–57 |
|      | Japão  | 3–1    | União Soviética | 15–11  | 6–15   | 15–12  | 16–14  |        | 52–52 |

7ª rodada
| Data |               | Placar |                 | 1º Set | 2º Set | 3º Set | 4º Set | 5º Set | Total |
| ---- | ------------- | ------ | --------------- | ------ | ------ | ------ | ------ | ------ | ----- |
|      | Itália        | 3–2    | União Soviética | 15–6   | 15–12  | 3–15   | 7–15   | 15–13  | 55–61 |
|      | Itália        | 3–1    | União Soviética | 14–16  | 15–11  | 15–3   | 15–7   |        | 59–37 |
|      | Coreia do Sul | 3–0    | Japão           | 15–9   | 15–12  | 15–10  |        |        | 45–31 |
|      | Coreia do Sul | 3–1    | Japão           | 15–10  | 15–11  | 3–15   | 15–6   |        | 48–42 |

8ª rodada
| Data |                 | Placar |                | 1º Set | 2º Set | 3º Set | 4º Set | 5º Set | Total |
| ---- | --------------- | ------ | -------------- | ------ | ------ | ------ | ------ | ------ | ----- |
|      | União Soviética | 3–2    | Coreia do Sul  | 14–16  | 10–15  | 15–4   | 15–6   | 15–13  | 69–54 |
|      | União Soviética | 3–0    | Coreia do Sul  | 15–12  | 15–13  | 15–10  |        |        | 45–35 |
|      | Japão           | 3–1    | Estados Unidos | 15–8   | 6–15   | 16–14  | 15–9   |        | 52–46 |
|      | Japão           | 3–1    | Estados Unidos | 15–8   | 7–15   | 15–4   | 15–12  |        | 52–39 |

9ª rodada
| Data |               | Placar |                | 1º Set | 2º Set | 3º Set | 4º Set | 5º Set | Total |
| ---- | ------------- | ------ | -------------- | ------ | ------ | ------ | ------ | ------ | ----- |
|      | Japão         | 2–3    | Itália         | 15–9   | 17–15  | 2–15   | 12–15  | 10–15  | 56–69 |
|      | Japão         | 0–3    | Itália         | 12–15  | 5–15   | 13–15  |        |        | 30–45 |
|      | Coreia do Sul | 3–0    | Estados Unidos | 15–9   | 15–13  | 15–11  |        |        | 45–33 |
|      | Coreia do Sul | 1–3    | Estados Unidos | 12–15  | 15–9   | 3–15   | 11–15  |        | 41–54 |

10ª rodada
| Data |                | Placar |                 | 1º Set | 2º Set | 3º Set | 4º Set | 5º Set | Total |
| ---- | -------------- | ------ | --------------- | ------ | ------ | ------ | ------ | ------ | ----- |
|      | Estados Unidos | 2–3    | União Soviética | 13–15  | 10–15  | 15–2   | 15–9   | 13–15  | 66–56 |
|      | Estados Unidos | 3–2    | União Soviética | 8–15   | 14–16  | 15–4   | 15–12  | 16–14  | 68–61 |
|      | Coreia do Sul  | 0–3    | Itália          | 13–15  | 11–15  | 8–15   |        |        | 32–45 |
|      | Coreia do Sul  | 1–3    | Itália          | 8–15   | 15–9   | 8–15   | 10–15  |        | 41–54 |

## Fase final
|  | Semifinais      | Semifinais  |   |               | Final           | Final |  |
|  |                 |             |   |               |                 |       |  |
|  | 26 de julho     |             |   |               |                 |       |  |
|  | Itália          | 3           |   |               |                 |       |  |
|  | Países Baixos   | 2           |   |               |                 |       |  |
|  |                 |             |   |               |                 |       |  |
|  |                 |             |   |               | 27 de julho     |       |  |
|  |                 |             |   |               | Itália          | 3     |  |
|  |                 | Cuba        | 0 |               |                 |       |  |
|  |                 |             |   |               |                 |       |  |
|  |                 |             |   |               |                 |       |  |
|  |                 |             |   |               | 3º lugar        |       |  |
|  | 26 de julho     | 26 de julho |   | 27 de julho   | 27 de julho     |       |  |
|  | Cuba            | 3           |   | Países Baixos | 1               |       |  |
|  | União Soviética | 2           |   |               | União Soviética | 3     |  |

### Semifinais
| Data   |        | Placar |                 | 1º Set | 2º Set | 3º Set | 4º Set | 5º Set | Total |
| ------ | ------ | ------ | --------------- | ------ | ------ | ------ | ------ | ------ | ----- |
| 26 jul | Itália | 3–0    | Países Baixos   | 12–15  | 10–15  | 16–14  | 15–5   | 15–7   | 71–56 |
| 26 jul | Cuba   | 3–2    | União Soviética | 15–8   | 10–15  | 15–11  | 12–15  | 15–12  | 67–61 |

### Disputa de 3º lugar
| Data   |               | Placar |                 | 1º Set | 2º Set | 3º Set | 4º Set | 5º Set | Total |
| ------ | ------------- | ------ | --------------- | ------ | ------ | ------ | ------ | ------ | ----- |
| 27 jul | Países Baixos | 1–3    | União Soviética | 12–15  | 15–10  | 13–15  | 8–15   |        | 48–55 |

### Final
| Data   |        | Placar |      | 1º Set | 2º Set | 3º Set | 4º Set | 5º Set | Total |
| ------ | ------ | ------ | ---- | ------ | ------ | ------ | ------ | ------ | ----- |
| 27 jul | Itália | 3–0    | Cuba | 16–14  | 15–12  | 15–13  |        |        | 46–39 |

## Classificação final
| Posição        | Equipe          |
| -------------- | --------------- |
| Campeão        | Itália          |
| Vice-campeão   | Cuba            |
| Terceiro lugar | União Soviética |
| 4              | Países Baixos   |
| 5              | Brasil          |
| 6              | Estados Unidos  |
| 7              | Japão           |
| 8              | Coreia do Sul   |
| 9              | França          |
| 10             | Canadá          |

## Prêmios individuais
| Melhor atacante | Melhor bloqueador    | Melhor sacador | Melhor levantador | Melhor recepção | Melhor defesa | MVP          |
| --------------- | -------------------- | -------------- | ----------------- | --------------- | ------------- | ------------ |
| Andrea Zorzi    | Martin van der Horst | Ron Zwerver    | Shin Jung-Chul    | Scott Fortune   | Scott Fortune | Andrea Zorzi |